# Kenneth Bjerre
Kenneth Bjerre, född 24 maj 1984 är en dansk speedwayförare. Han bor i Esbjerg.
2014 körde Bjerre i Indianerna i Elitserien, Kings Lynn i England, Vojens i Danmark och Leszno i Polen.
2014 körde han även i Speedway Grand Prix.